# Schloss Mannersdorf am Leithagebirge

Schloss Mannersdorf am Leithagebirge (2011)

Das Schloss Mannersdorf am Leithagebirge steht in der Stadtgemeinde Mannersdorf am Leithagebirge im Bezirk Bruck an der Leitha in Niederösterreich. Das Schloss war das Zentrum der Herrschaft Mannersdorf.
In der heutigen Nutzung als Gemeindeamt steht es unter Denkmalschutz.

## Geschichte

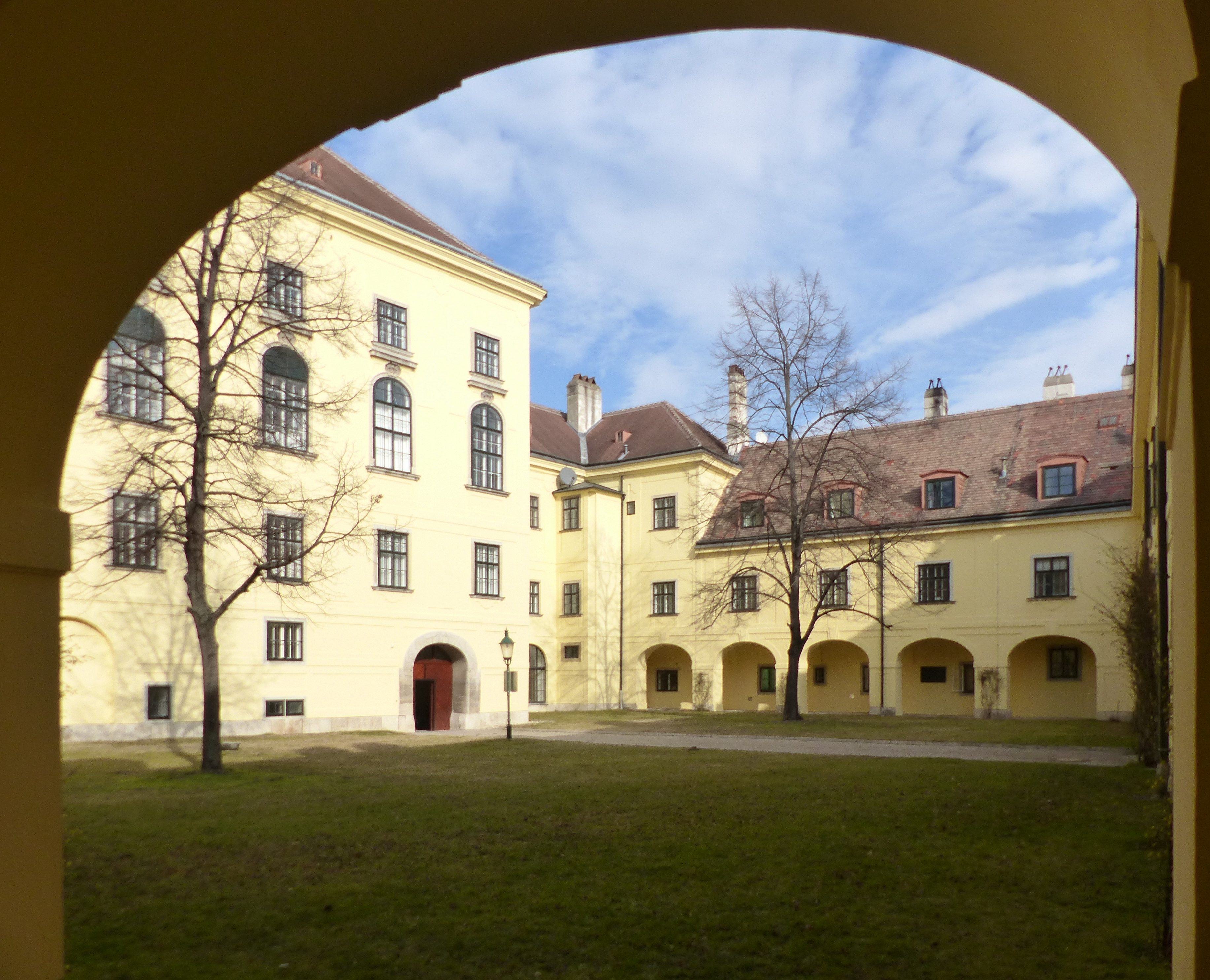
Hofseite des Corps de Logis

Im 14. Jahrhundert bestand Besitz der Herrschaft Trauttmansdorff, welche 1390 mit der Herrschaft Scharfeneck vereinigt wurde, und damit zu einer ungarischen Lehensherrschaft gehörte. 1500 ging der Hof an den Ritterorden St. Georg, und nach dessen Aufhebung wieder zur Herrschaft Scharfeneck und schließlich an den Landesfürsten. Nach dem Verfall der Burg Scharfeneck wurde der Hof im 16. Jahrhundert zum Herrschaftssitz ausgebaut.
Nach Pfandinhaberin Polheim und Breuner als Leibgedinge zweier Kaiserwitwen wurde das Schloss 1701 verkauft und ging 1705 an Christoph Ernst Graf von Fuchs zu Bimbach und Dornheim. Von etwa 1719 bis spätestens 1740 erfolgte der Ausbau zur barocken Schlossanlage unter Maria Karolina Gräfin von Fuchs-Mollard, der Witwe von Christoph Ernst und Obersthofmeisterin von Maria Theresia. Das Schloss blieb mit der Herrschaft Scharfeneck bis zum Tod von Gräfin Fuchs 1754 in deren Besitz. Die Töchter der Gräfin veräußerten die Herrschaft mit dem Schloss an Kaiser Franz Stephan von Lothringen, der sie neben anderen Herrschaften seiner Tochter Marie Christine und deren Mann Albert von Sachsen-Teschen übertrug. Bis 1918 blieb das Schloss in kaiserlichem Privatbesitz, danach folgten der Kriegsgeschädigtenfonds, der Habsburgische Familienfonds und in der NS-Zeit die Heeresverwaltung als Eigentümer. Seit 1942 befindet sich das Schloss in Gemeindebesitz, es wird heute als Sitz des Stadtamtes, als Veranstaltungsort und als Wohnhaus genutzt. Seit 2006 beherbergt das Schloss aus die museale Sammlung der Edmund-Adler-Galerie.

## Architektur

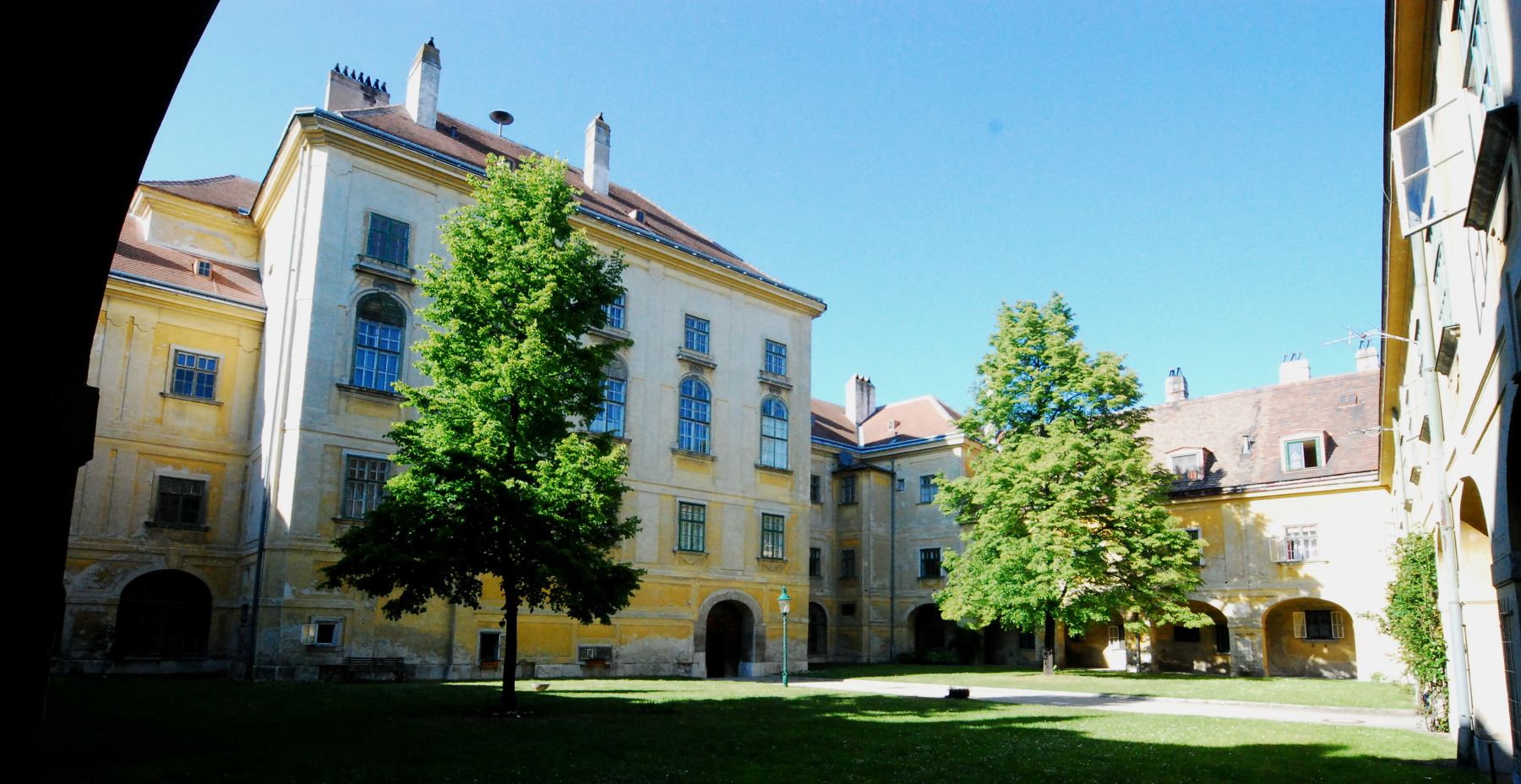
Innenhof

Zum Aussehen der Vorgängerbauten gibt es kaum Anhaltspunkte. Die heutige Bausubstanz entstand nur zum Teil im 16. Jahrhundert. Der Ausbau zur spätbarocken Schlossanlage erfolgte nach 1719, als Maria Karolina Gräfin von Fuchs-Mollard die Herrschaft von ihrem verstorbenen Mann Christoph Ernst übernommen hatte. Der Bau dürfte aus stilistischen spätestens 1740 vollendet gewesen sein. Eine bisher in die 1750er-Jahre datierte Umbauphase ist auszuschließen.
Das Schlossinnere wurde im 20. Jahrhundert zu Wohnungen und Amtsräumen adaptiert. Der Maria-Theresien-Saal als Festsaal entstand um 1720 bis 1740 und befindet sich im Haupttraktes, er ist zweigeschoßig und rechteckig, die Wände zeigen eine Doppelpilastergliederung mit stuckierten Kapitellen, gemalter Architekturgliederung und Marmorierung. Das Spiegelgewölbe mit einer Deckenmalerei (1967/1968 restauriert) zeigt Apollo im Sonnenwagen, umgeben von den Allegorien der Jahreszeiten und Lebensalter. In den Hohlkehlen sind Ansichten der zur Herrschaft Scharfeneck gehörenden Orte Mannersdorf, Sommerein, Hof am Leithaberge und Au am Leithaberge dargestellt, die um äußerst detailreiche Szenen aus dem Leben des 18. Jahrhunderts ergänzt werden.